# Martín Nicandro Cáceres
Martín Nicandro Cáceres (La Banda, Santiago del Estero, 20 de febrero de 1961) es un exfutbolista argentino que jugaba como defensor.

## Trayectoria

### Sarmiento de La Banda
Cáceres debutó con la camiseta de Sarmiento de La Banda. En 1982 se coronó campeón de la Liga Santiagueña y obtuvo la clasificación al Torneo Regional. En 1984 obtuvo el título nuevamente.

### Atlético Tucumán
En 1985, luego de destacarse en el equipo bandeño, se mudó a San Miguel de Tucumán para jugar en Atlético Tucumán. En 1986 se consagró campeón de la Liga Tucumana y formó parte del equipo que se clasificó al flamante Nacional B. Jugó con la camiseta del decano hasta 1990.

### Central Córdoba
En 1990 regresó a Santiago del Estero, para sumarse a Central Córdoba. Con el ferroviario venció a Tigre, por el partido desempate, para mantener la categoría.

### Central Argentino
En 1992 llegó a Central Argentino de su ciudad natal.

### Vélez de San Ramón
Su último club fue Vélez de San Ramón, donde se retiró en el año 1994.

## Clubes
| Club                  | País      |
| --------------------- | --------- |
| Sarmiento de La Banda | Argentina |
| Atlético Tucumán      | Argentina |
| Central Córdoba       | Argentina |
| Central Argentino     | Argentina |
| Vélez de San Ramón    | Argentina |

## Palmarés
| Título           | Equipo                | País      | Año  |
| ---------------- | --------------------- | --------- | ---- |
| Liga Santiagueña | Sarmiento de La Banda | Argentina | 1982 |
| Liga Santiagueña | Sarmiento de La Banda | Argentina | 1984 |
| Liga Tucumana    | Atlético Tucumán      | Argentina | 1986 |